# Леда і лебідь (Уффіці)
«Леда і лебідь» — картина художника з кола Леонардо да Вінчі, написана олією та смолою на панелі приблизно 1505—1507 років. Можливо, вона походить із колекції Гуалтьєрі в Л'Аквілі та пройшов через різні інші, перш ніж у 1989 році був придбаний у колекції Спірідона її нинішнім власником, Галереєю Уффіці.

## Історія
Робота, ймовірно, походила з колекції Гуальтьєрі в Аквілі і після різних перипетій потрапила до Уффіці в 1989 році з колекції Спірідона. Разом з версією в Галереї Боргезе і версією у Вілтон-гаусі біля Солсбері, вона вважається найближчою до втраченого оригіналу Леонардо.
Він і версії в Галереї Боргезе та Вілтон-гаус вважаються трьома найближчими копіями після втраченої роботи Леонардо на цю ж тему. Бернард Беренсон припускав, що твір з Уффіці є авторською роботою самого Леонардо, але сучасні історики мистецтва відкидають це на користь одного з учнів Леонардо, можливо, Франческо Мельці з деякою допомогою Йоса ван Клеве для розробки тла пейзажу. Зазвичай його датують закінченням перебування Мельці в Мілані перед від'їздом до Франції з Леонардо. Інші пропозиції включають Чезаре да Сесто або Фернандо Яньєса де ла Альмедіна — останній допомагав Леонардо в 1505 році створювати картину «Битва при Ангіарі».

## Опис
На картині зображена чуттєва Леда, яка обіймає лебедя, уособлення Зевса, з вінком із квітів на шиї.
Біля ніг жінки лежать два яйця, з яких, за деякими версіями міфу, народилися сестри Єлена й Клітемнестра та близнюки-діоскури Кастор і Поллукс. Порівняно з іншими редакціями, картина демонструє більшу насиченість тла, значну увагу приділено зображенню трав і квітів на лузі, а також відчувається присмак скандинавського походження у баченні грота, вкритого рослинністю, і озерного пейзажу з невеликим містечком. Типово леонардівською, однак, є деталь прямовисних гір, майже невидимих через туман, що позначає просторову відстань згідно з технікою атмосферної перспективи.